# 피스프
피스프(독일어: Visp, 프랑스어: Viège 비에주[*])는 스위스 발레주에 위치한 도시로 면적은 13.17km2, 높이는 658m, 인구는 7,726명(2016년 12월 기준), 인구 밀도는 590명/km2이다.

## 경제
이 마을의 주요 고용주는 약 2,550명의 직원을 고용하고 있는 화학 회사인 론자(LONZA AG)이다. 피스프는 이 지역의 경제 중심지이며 많은 주변 도시와 이탈리아에서도 노동자를 끌어들이다. 이것은 피스프에 전체 인구보다 더 많은 일자리가 있는 독특한 상황으로 이어진다. (약 6,700명의 인구에 대해 7,700개의 직위)
2010년 현재 피스프의 실업률은 2.2%이다. 2008년 기준으로 1차 경제 부문에 63명이 고용되어 있으며 이 부문에 약 21개 기업이 참여하고 있다. 4,288명이 2차 부문에 고용되었고, 이 부문에 93개의 기업이 있었다. 3,901명이 3차 부문에 고용되었으며 이 부문에는 420개의 기업이 있다. 시정촌 주민은 3,178명으로 일정 정도 고용되었으며, 그중 여성이 전체 노동력의 40.4%를 차지하였다.
2008년에 정규직에 해당하는 총 일자리 수는 7,188개였다. 1차 부문의 일자리 수는 34개였으며 모두 농업에 종사했다. 2차 산업의 일자리 수는 4,110개였으며, 그중 3,401개(82.7%)가 제조업, 608개(14.8%)가 건설에 종사했다. 3차 부문의 일자리는 3,044개였다. 3차 부문에서; 1,002개(32.9%)는 도소매 또는 자동차 수리업, 141개(4.6%)은 상품 이동 및 보관, 181개(5.9%)는 호텔 또는 레스토랑, 45개(1.5%)는 정보 산업), 168 또는 5.5%가 보험 또는 금융 산업, 275 또는 9.0%가 기술 전문가 또는 과학자, 175 또는 5.7%가 교육, 788 또는 25.9%가 의료 분야였다.
2000년 기준으로 통근하는 근로자는 5,635명, 지방자치단체로 출퇴근하는 근로자는 881명이었다. 지자체는 근로자의 순수입 지자체이며, 1명이 전출될 때마다, 약 6.4명의 근로자가 지자체에 전입된다. 피스프에 들어오는 인력의 약 3.2%가 스위스 외부에서 온다. 근로인구의 11.9%가 출퇴근을 위해 대중교통을 이용했고, 39.5%가 자가용을 이용했다.

## 지리
피스프는 브리크에서 서쪽으로 9km 떨어진 피스파와 론강이 합류하는 론 계곡에 자리 잡고 있다.
피스프의 면적은 2011년 기준으로 13.2k㎡이다. 이 면적 중 17.0%는 농업용으로 사용되고 59.7%는 산림이다. 나머지 토지 중 19.5%는 정착지(건물 또는 도로)이고 3.9%는 불모지이다.
에거베르크, Ausserberg, 뷔르헨, Baltschieder, 피스프 및 피스퍼터미넨의 지자체의 제안된 합병은 주민들에 의해 거부되었다.

### 기후
피스프는 쾨펜의 기후 구분에 따른 따뜻한 여름 습한 대륙성 기후(Dfb)를 특징으로 한다. 스위스는 서부 알프스의 높은 산맥 내부에 위치하여 알프스의 남쪽과 북쪽에 내리는 강수로부터 보호하기 때문에 강수량이 스위스의 다른 지역보다 낮다.
| 피스프 (1981–2010)의 기후 | 피스프 (1981–2010)의 기후 | 피스프 (1981–2010)의 기후 | 피스프 (1981–2010)의 기후 | 피스프 (1981–2010)의 기후 | 피스프 (1981–2010)의 기후 | 피스프 (1981–2010)의 기후 | 피스프 (1981–2010)의 기후 | 피스프 (1981–2010)의 기후 | 피스프 (1981–2010)의 기후 | 피스프 (1981–2010)의 기후 | 피스프 (1981–2010)의 기후 | 피스프 (1981–2010)의 기후 | 피스프 (1981–2010)의 기후 |
| 월                        | 1월                       | 2월                       | 3월                       | 4월                       | 5월                       | 6월                       | 7월                       | 8월                       | 9월                       | 10월                      | 11월                      | 12월                      | 연간                      |
| ------------------------- | ------------------------- | ------------------------- | ------------------------- | ------------------------- | ------------------------- | ------------------------- | ------------------------- | ------------------------- | ------------------------- | ------------------------- | ------------------------- | ------------------------- | ------------------------- |
| 일평균 최고 기온 °C (°F)  | 2.7 (36.9)                | 6.0 (42.8)                | 12.2 (54.0)               | 16.1 (61.0)               | 20.8 (69.4)               | 24.2 (75.6)               | 26.7 (80.1)               | 25.9 (78.6)               | 21.5 (70.7)               | 16.2 (61.2)               | 8.2 (46.8)                | 3.2 (37.8)                | 15.3 (59.6)               |
| 일일 평균 기온 °C (°F)    | −1.3 (29.7)               | 0.9 (33.6)                | 6.0 (42.8)                | 9.8 (49.6)                | 14.2 (57.6)               | 17.3 (63.1)               | 19.4 (66.9)               | 18.6 (65.5)               | 14.7 (58.5)               | 9.9 (49.8)                | 3.8 (38.8)                | −0.3 (31.5)               | 9.4 (48.9)                |
| 일평균 최저 기온 °C (°F)  | −5.4 (22.3)               | −3.9 (25.0)               | 0.1 (32.2)                | 3.1 (37.6)                | 7.2 (45.0)                | 10.1 (50.2)               | 11.9 (53.4)               | 11.5 (52.7)               | 8.4 (47.1)                | 4.2 (39.6)                | −0.7 (30.7)               | −4.2 (24.4)               | 3.5 (38.4)                |
| 평균 강수량 mm (인치)     | 53 (2.1)                  | 43 (1.7)                  | 50 (2.0)                  | 46 (1.8)                  | 55 (2.2)                  | 44 (1.7)                  | 42 (1.7)                  | 46 (1.8)                  | 41 (1.6)                  | 57 (2.2)                  | 57 (2.2)                  | 62 (2.4)                  | 596 (23.4)                |
| 평균 강설량 cm (인치)     | 31.1 (12.2)               | 20.0 (7.9)                | 5.3 (2.1)                 | 3.2 (1.3)                 | 0.0 (0.0)                 | 0.0 (0.0)                 | 0.0 (0.0)                 | 0.0 (0.0)                 | 0.0 (0.0)                 | 0.0 (0.0)                 | 5.3 (2.1)                 | 21.5 (8.5)                | 86.4 (34.1)               |
| 평균 강수일수 (≥ 1.0 mm)  | 6.7                       | 5.2                       | 6.2                       | 5.5                       | 7.5                       | 7.2                       | 7.0                       | 7.7                       | 6.1                       | 7.0                       | 7.0                       | 7.3                       | 80.4                      |
| 평균 강설일수 (≥ 1.0 cm)  | 5.3                       | 3.9                       | 1.2                       | 0.4                       | 0.0                       | 0.1                       | 0.0                       | 0.0                       | 0.1                       | 1.5                       | 1.7                       | 4.3                       | 18.5                      |
| 평균 상대 습도 (%)        | 79                        | 72                        | 62                        | 59                        | 61                        | 62                        | 63                        | 67                        | 70                        | 74                        | 77                        | 81                        | 69                        |
| 출처: MeteoSwiss          |                           |                           |                           |                           |                           |                           |                           |                           |                           |                           |                           |                           |                           |

## 인구 통계
피스프의 인구(2020년 12월 기준)는 8,060명이다. 2008년 기준으로 인구의 19.3%가 거주 외국인이다. 지난 10년(2000-2010년) 동안 인구는 5.8%의 비율로 변화했다. 이주로 인해 4.5%의 비율로, 출생과 사망으로 인해 1.1%의 비율로 변경되었다.
2000년을 기준으로 인구 대부분인 5,778명(88.2%)이 독일어를 모국어로 사용하고, 세르비아-크로아티아어가 192명(2.9%)으로 두 번째로 많이 사용하고, 알바니아어가 139명(2.1%)으로 세 번째로 사용된다. 프랑스어를 할 줄 아는 사람이 107명, 이탈리아어를 할 줄 아는 사람이 111명, 로만슈어를 할 줄 아는 사람이 3명 있다.
2008년 기준으로 인구는 남성 49.5%, 여성 50.5%이다. 인구는 2,671명의 스위스 남성(인구의 39.0%)과 713명(10.4%)의 비스위스계 남성으로 구성되었다. 스위스 여성은 2,808명(41.0%), 비 스위스 여성은 650명(9.5%)이었다. 시정촌 인구 중 2,556명(약 39.0%)이 피스프에서 태어나 2000년에 그곳에 살았다. 같은 주에서 태어난 2,138명(32.6%)이 있었고, 스위스 다른 곳에서 태어난 588명(9.0%)이 있었다. 1,033명(15.8%)이 스위스 이외의 지역에서 태어났다.
2000년 기준으로 아동·청소년(0~19세) 인구가 23.4%, 성인(20~64세)이 61.6%, 노인(64세 이상)이 15%를 차지하고 있다.
2000년 기준으로 시정촌에 미혼이며 미혼인 사람은 2,730명이다. 기혼자는 3,191명, 과부 또는 홀아비는 378명, 이혼한 사람은 251명이었다.
2000년 기준으로 시정촌의 민간가구는 2,536세대로 가구당 평균 2.4명이다. 1인 가구는 721가구, 5인 이상 가구는 171가구였다. 2000 년에는 총 2,349채(전체의 87.9%)가 영구적으로 사용되었으며, 257개(9.6%)가 계절적으로 사용되었으며 66개(2.5%)가 비어 있었다. 2009년 기준 신규주택 건설률은 인구 1000명당 5.4세대이다.
2003년 현재 피스프의 평균 아파트 임대료는 월 923.95 스위스 프랑 (CHF)이다(2003년부터 US$740, £420, €590 약 환율). 방 1개짜리 아파트의 평균 가격은 436.43 CHF(US$350, £200, €280)였고, 방 2개짜리 아파트는 약 610.65 CHF(US$490, £270, €390), 방 3개짜리 아파트는 약 833.36 CHF(US$670, £380, €530) 및 6개 이상의 방 아파트 비용은 평균 936.90 CHF(US$750, £420, €600)이다. 피스프의 평균 아파트 가격은 전국 평균 1116CHF의 82.8%였다. 2010년 시정촌 공실률은 0.95%였다.
역사적 인구는 다음 차트에 나와 있다.

### 종교

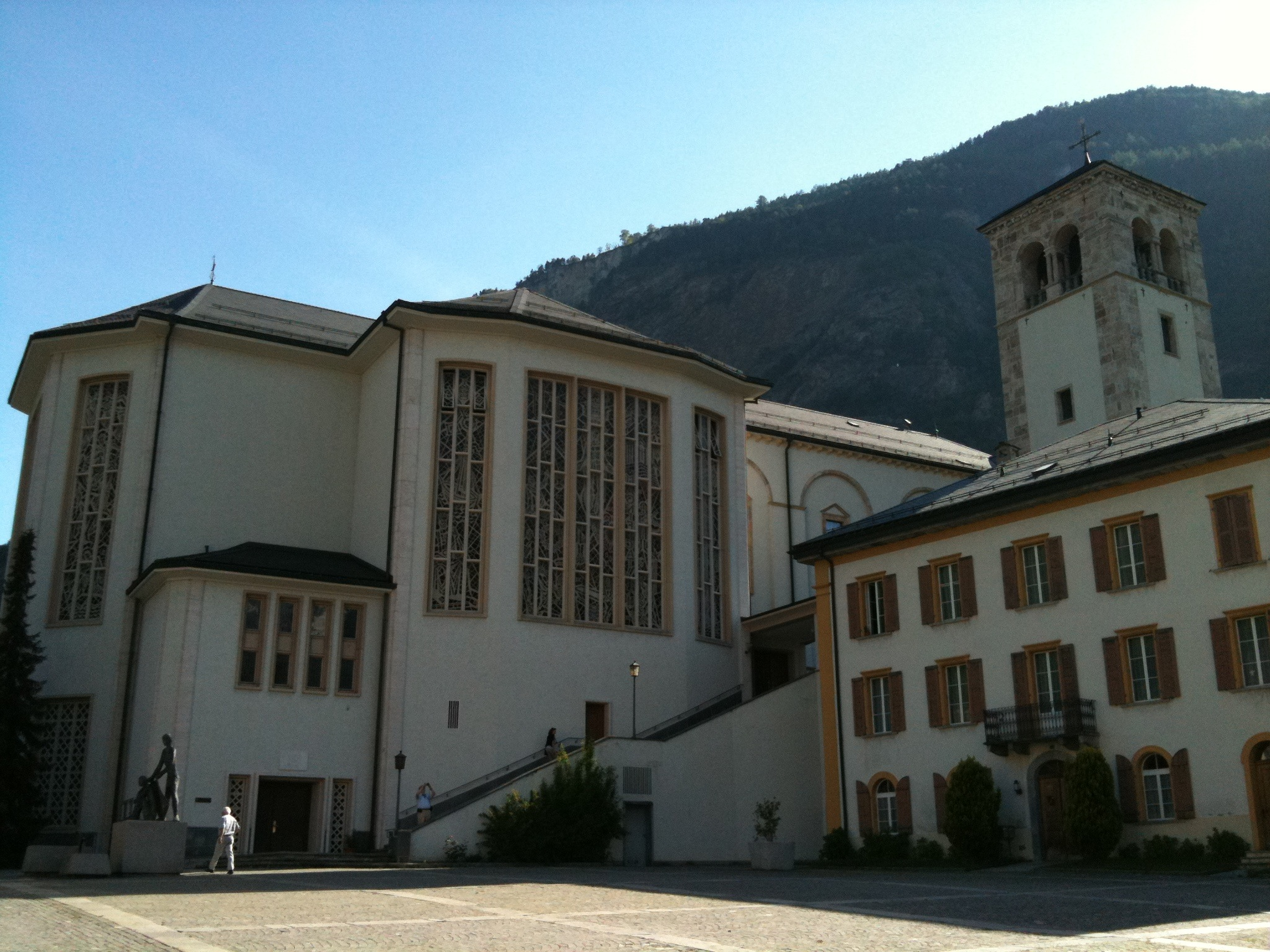
성 마르틴 교회

2000년 인구 조사에 따르면 5,390명(82.3%)이 로마 가톨릭 신자이고, 306명(4.7%)이 스위스 개혁 교회에 속해 있다. 나머지 인구 중 정교회 교인은 174명(인구의 약 2.66%), 크리스찬 가톨릭 교회 교인은 3명(인구의 약 0.05%), 104명이었다. 다른 기독교 교회에 속한 개인(또는 인구의 약 1.59%). 1명의 유대인이 있었고 250명(인구의 약 3.82%)이 이슬람교였다. 불교가 10명, 힌두교가 3명이었다. 88명(인구의 약 1.34%)이 교회에 속하지 않고, 불가지론자 또는 무신론자이며, 268명(인구의 약 4.09%)이 질문에 대답하지 않았다.

## 교육
피스프에서는 인구의 약 2,401명(36.7%)이 비필수 고등교육을 이수했으며, 715명(10.9%)이 추가 고등교육( 대학 또는 응용학문대학)을 마쳤다. 고등 교육을 마친 715명 중 64.9%가 스위스 남성, 18.0%가 스위스 여성, 11.3%가 비스위스계 남성, 5.7%가 비스위스계 여성이었다.
2010-2011 학년도 동안 피스프 학교 시스템에는 총 910명의 학생이 있었다. 발레주의 교육 시스템은 어린이들이 1년 동안 의무가 아닌 유치원에 다닐 수 있도록 허용한다. 해당 학년도에는 7개의 유치원 학급(KG1 또는 KG2)과 140명의 유치원생이 있다. 주의 학교 시스템은 학생들이 6년 동안 초등학교에 다닐 것을 요구한다. 피스프에는 초등학교에 총 28개의 학급과 513명의 학생이 있었다. 중등 학교프로그램은 3년의 낮은 의무 교육(오리엔테이션 수업)과 3~5년의 선택적 고급 학교로 구성된다. 피스프에서 학교에 다니는 397명의 중학생이 있었다. 모든 고등학교 학생들은 다른 지자체의 학교에 다녔다.
2000년 현재 피스프에는 다른 지자체에서 온 339명의 학생이 있었고 250명의 주민이 지자체 외부의 학교에 다녔다.
피스프는 Mediathek 라이브러리의 본거지이다. 도서관은 2008년 현재 12,438권의 책 또는 기타 매체를 보유하고 있으며 같은 해에 36,395권을 대출했다. 그 해에는 주당 평균 12시간씩 총 149일을 열었다.

## 관광
피스프의 전체 소도시가 스위스 유산 목록의 일부로 지정되었다.

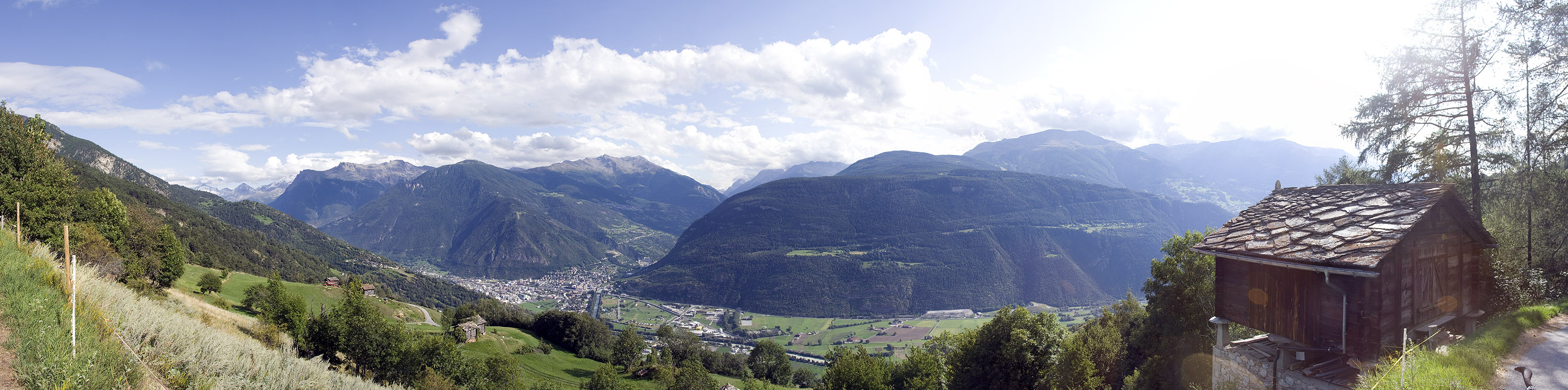
아우서베르크 지역에서 본 피스프와 피스퍼탈의 풍경

## 교통

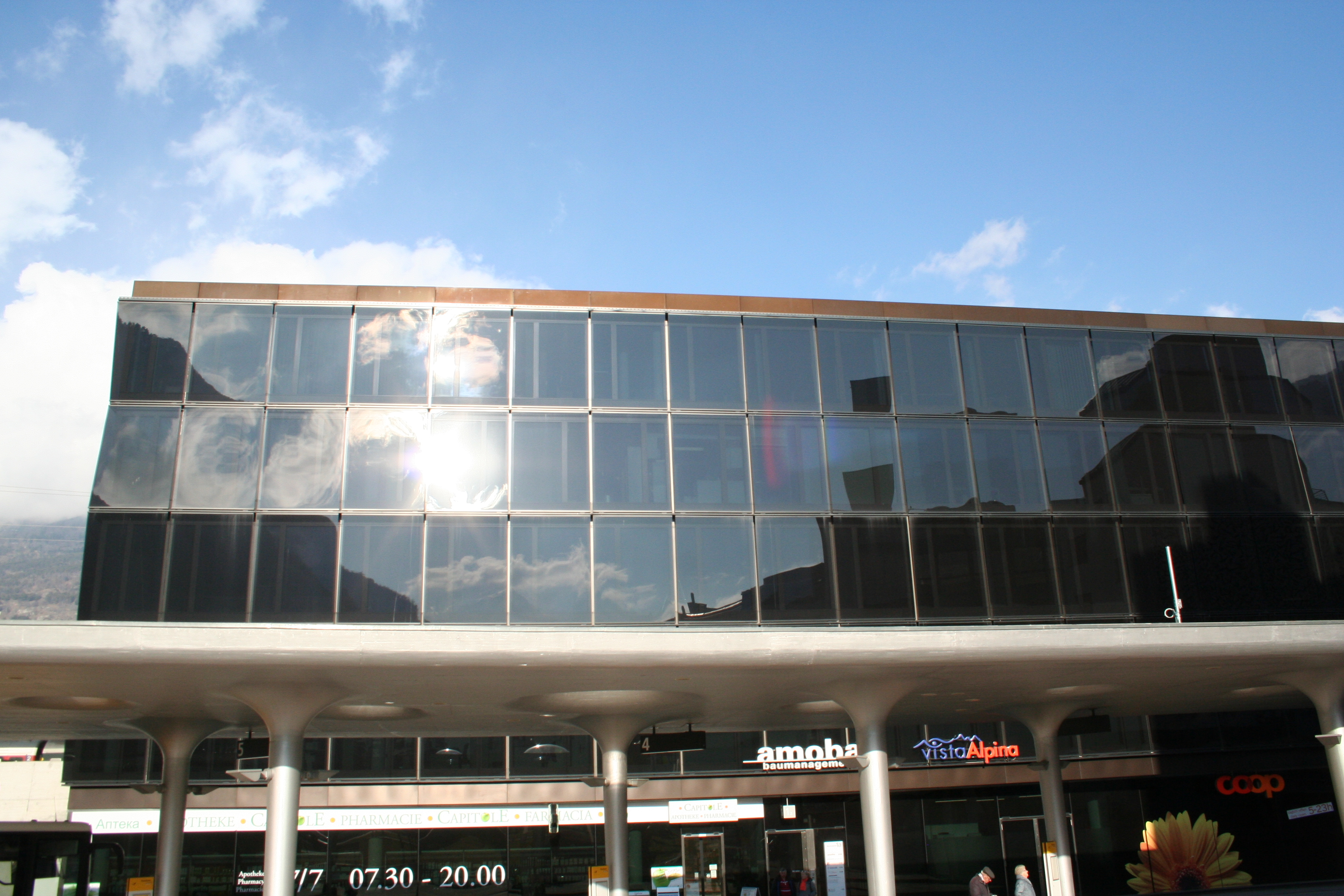
피스프역

피스프역은 2007년에 현대적인 역 건물이 완공된 교차점 역이다. 심플론 철도와 뢰치베르크 철도 라인 (스위스 연방 철도에서 운영하는 서비스 포함)과 미터궤 라인 BVZ 체르마트 철도(마터호른 고트하르트 철도에서 운영하는 서비스 포함).
피스프와 크리크역과 버스 정류장은 마터호른과 몬테로사, 돔, 바이스호른 같은 알프스의 거의 모든 최고봉 기슭에 위치한 주변 산악 리조트인 체르마트와 자스페에서 다양한 야외 활동, 여행, 투어의 출발점이다.

## 스포츠
EHC 피스프는 도시의 주요 팀이다. 그들은 스위스 리그에서 뛰고 그들의 홈 경기장은 론자 아레나이다. 대부분의 홈 경기는 5,125명의 매진된 관중 앞에서 치러진다.